# ویلیام مورس دیویدسون
ویلیام مورس دیویدسون (انگلیسی: Bill Davidson; ۵ دسامبر ۱۹۲۲ – ۱۳ مارس ۲۰۰۹) کارآفرین، نظامی، بازیگر سینما، سرمایه‌دار و وکیل اهل ایالات متحده آمریکا بود. از فیلم‌ها یا برنامه‌های تلویزیونی که وی در آن نقش داشته‌است می‌توان به خطرناکترین بازی، مریلند اشاره کرد.